# Polygenis dendrobius
Polygenis dendrobius är en loppart som först beskrevs av Wagner 1939.  Polygenis dendrobius ingår i släktet Polygenis och familjen Rhopalopsyllidae. Inga underarter finns listade i Catalogue of Life.